# Mainvoetbalkampioenschap 1907/08
In 1907/08 werd het vijfde Mainvoetbalkampioenschap gespeeld, dat georganiseerd werd door de Zuid-Duitse voetbalbond. De winnaars van de verschillende competities plaatsten zich voor de Nordkreisliga, die als voorronde van de Zuid-Duitse eindronde diende. Er waren drie groepen voor de Maincompetitie en één groep met clubs uit de Neckarcompetitie. De clubs uit de Neckarcompetitie gingen volgend seizoen in de Südkreisliga spelen en het jaar erna in de Westkreisliga. 
Hanau 93 werd winnaar van de Nordkreisliga en werd derde in de Zuid-Duitse eindronde. 

## 1 Liga

### Gau Mittelmain
| Plaats | Club               | Wed. | W | G | V | Saldo | Ptn. |
| ------ | ------------------ | ---- | - | - | - | ----- | ---- |
| 1.     | 1. Hanauer FC 1893 | 4    | 4 | 0 | 0 | 19:6  | 8:0  |
| 2.     | Kickers Offenbach  | 4    | 1 | 1 | 2 | 8:13  | 3:5  |
| 3.     | FC Viktoria Hanau  | 4    | 1 | 1 | 2 | 7:15  | 3:5  |

|  | Geplaatst voor eindronde Nordkreis |

### Gau Südmain
FSV Frankfurt kwam niet opdagen bij de laatste competitiewedstrijd tegen Germania Wiesbaden en werd uit de competitie gesloten, alle gespeelde wedstrijden werden geannuleerd. 
| Plaats | Club                         | Wed.              | W                 | G                 | V                 | Saldo             | Ptn.              |
| ------ | ---------------------------- | ----------------- | ----------------- | ----------------- | ----------------- | ----------------- | ----------------- |
| 1.     | FC Frankfurter Kickers       | 10                |                   |                   |                   | 53:15             | 19:1              |
| 2.     | SV Wiesbaden                 | 10                |                   |                   |                   | 48:20             | 17:3              |
| 3.     | Frankfurter FC Germania 1894 | 10                |                   |                   |                   | 27:26             | 8:12              |
| 4.     | Frankfurter FC Victoria 1899 | 10                |                   |                   |                   | 24:33             | 8:12              |
| 5.     | FC Hermannia Frankfurt       | 10                |                   |                   |                   | 18:24             | 6:14              |
| 6.     | FC Germania Wiesbaden        | 10                |                   |                   |                   | 9:61              | 2:18              |
| 7.     | 1. FC Wiesbaden              | Teruggetrokken    | Teruggetrokken    | Teruggetrokken    | Teruggetrokken    | Teruggetrokken    | Teruggetrokken    |
| 8.     | FSV Frankfurt                | Gediskwalificeerd | Gediskwalificeerd | Gediskwalificeerd | Gediskwalificeerd | Gediskwalificeerd | Gediskwalificeerd |

|  | Geplaatst voor eindronde Nordkreis |
|  | Degradatie                         |

### Gau Westmain
| Plaats | Club                        | Wed. | W | G | V | Saldo | Ptn. |
| ------ | --------------------------- | ---- | - | - | - | ----- | ---- |
| 1.     | Bockenheimer FVgg 01        | 6    |   |   |   | 16:13 | 9:3  |
| 2.     | FC Germania 1901 Bockenheim | 6    |   |   |   | 20:12 | 8:4  |
| 3.     | Frankfurter FC Britannia    | 6    |   |   |   | 14:20 | 4:8  |
| 3.     | Frankfurter FC 02           | 6    |   |   |   | 11:16 | 3:9  |

|  | Geplaatst voor eindronde Nordkreis |

### Gau Neckar
| Plaats | Club                      | Wed. | W | G | V | Saldo | Ptn. |
| ------ | ------------------------- | ---- | - | - | - | ----- | ---- |
| 1.     | Mannheimer FC Viktoria 97 | 8    | 5 | 2 | 1 | 36:16 | 12:4 |
| 2.     | Mannheimer FG Union 97    | 8    | 5 | 1 | 2 | 30:15 | 11:5 |
| 3.     | Mannheimer FG 1896        | 8    | 4 | 1 | 3 | 17:15 | 9:7  |
| 4.     | Mannheimer FC Phönix 02   | 8    | 4 | 0 | 4 | 21:23 | 8:8  |
| 5.     | Mannheimer SC Germania 97 | 8    | 0 | 0 | 8 | 11:46 | 0:16 |

|  | Geplaatst voor eindronde Nordkreis |
|  | Degradatie                         |

## Nordkreisliga
| Plaats | Club                        | Wed. | W | G | V | Saldo | Ptn. |
| ------ | --------------------------- | ---- | - | - | - | ----- | ---- |
| 1.     | 1. Hanauer FC 1893          | 6    | 5 | 0 | 1 | 39:10 | 10:2 |
| 2.     | Mannheimer FC Viktoria 1897 | 6    | 5 | 0 | 1 | 38:11 | 10:2 |
| 3.     | FV Kickers Frankfurt        | 6    | 2 | 0 | 4 | 23:21 | 4:8  |
| 4.     | Bockenheimer FVgg 01        | 6    | 0 | 0 | 6 | 2:60  | 0:12 |

|  | Geplaatst voor eindronde |